# Coyote (Lied)

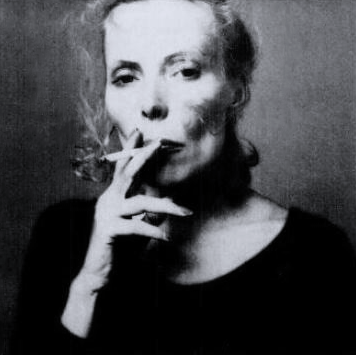
Joni Mitchell (1975)

Coyote  ist der Eröffnungssong von Joni Mitchells Album Hejira aus dem Jahr 1976. Er war die einzige ausgekoppelte Single des Albums.
Der Song wurde in früher Form schon 1975 auf der The-Hissing-of-Summer-Lawns-Tour gespielt.

## Musik
Coyote ist von den Instrumenten reduziert auf Gitarre und den bundlosen Bass von Jaco Pastorius; Congas sind im Hintergrund zu hören. Das schlichte Arrangement ähnelt dem früher Songs von Mitchell, aber der Sound ist weiträumiger. Er ist einer der schnelleren Songs auf Hejira.
Mitchells Gitarre ist in der offener Stimmung C-G-D-F-C-E-Stimmung gestimmt, wie im Song Ladies of the Canyon.

## Text
Der Song ist textlastig. Es geht um eine Verbindung mit Menschen herzustellen, die aus „unterschiedlichen Verhältnissen“ kommen. Es berichtet von einer Begegnung zwischen der Erzählerin und dem Rancharbeiter Coyote, die sich zu einem One-Night-Stand entwickelt. Coyote verfolgt sie wie ein Kojote auf der Jagd.
In dem 2019 erschienenen Buch Joni Mitchell: New Critical Readings beschreibt Ruth Charnock das Lied als „entweder das koketteste Lied über das Ficken oder das anschaulichste Lied über das Flirten, das je geschrieben wurde.“
In Chris O’Dells Autobiografie Miss O’Dell aus dem Jahr 2009 beschreibt sie detailliert eine Affäre, die sie mit dem verheirateten Dramatiker Sam Shepard hatte, und sagt, Shepard habe sie dann mit Joni Mitchell betrogen. O’Dell, Sekretärin von Apple, behauptet, Coyote wäre über Sam Shepard geschrieben worden. Das Lied beschreibt Coyote als „weit weg von der Bay of Fundy“, wo Shepard im Sommer 1972 und 1973 wohnte.
Die Erzählerin erwähnt, dass sie einem echten Kojoten ins Gesicht gesehen hat, „auf der Straße nach Baljennie in der Nähe meiner alten Heimatstadt“; der Weiler Baljennie in Saskatchewan war einer der Orte, wo Mitchell aufwuchs.

## Andere Versionen
Eine Live-Version von Coyote wurde von Mitchell und Band für den Konzertfilm The Last Waltz aufgeführt und ist auf dem Soundtrack-Album enthalten. Eine weitere Live-Version erschien auf Joni Mitchells Live-Album Shadows and Light. Wie das Original enthält es Jaco Pastorius am Bass, aber zudem mit Pat Metheny als Lead-Gitarrist und Don Alias an den Congas.